# سميرتنغ
السميرتنغ(بالإنجليزية: Smirting)‏ هو ممارسة التدخين والغزل خارج الأماكن العامة مثل الحانات، والبارات، والمقاهي، والمطاعم، والمباني الإدارية حيث يُمنع التدخين.

## التاريخ
اكتشف السميرتنغ لأول مرة في نيويورك في عام 2003،
وانتقل إلى جمهورية أيرلندا في عام 2004 عندما فُرض حظر التدخين الصارم في الأماكن العامة.
لقد كان السميرتنغ ناجحًا لدرجة أن غير المدخنين يحاولون التواجد بجوار من يمارسونه. ثم يمكن أن يبدأ غير المدخنين بالتدخين أيضًا، مما يشكل خطرًا على الصحة.
تقول عالمة الاجتماع وعالمة الجنسولوجيا بيبر شوارتز [الإنجليزية] إن السمرتنغيين «متمردين وغاضبين، لا يرون حجة التدخين السلبي، ويرغبون في مشاركة هذا الاستياء مع شخص آخر.» عندما يُجبرون على الخروج إلى الخارج، يشكلون روابطًا قوية في ما يمثل أساسًا مجتمعًا من المنفيين. لكن هذا المجتمع المنفى يأتي مع مكاسبه الخاصة. أظهرت إحدى الدراسات أن 25 بالمائة من الأزواج الأيرلنديين الذين بدأوا علاقاتهم خلال عامي 2007 أو 2008 التقوا أثناء تدخينهم في الهواء الطلق.